# Olimpia Elbląg
Olimpia Elbląg – polski klub piłkarski z siedzibą w Elblągu, założony w 1945 roku, w sezonie 2025/26 występujący w III lidze, gr. I.
Zespół seniorów przez dziewięć sezonów występował na zapleczu polskiej Ekstraklasy. Brał również udział w rozgrywkach Pucharu Polski, a drużyna młodzieżowa została w roku 1989 wicemistrzem Polski juniorów.

## Obiekty

### Stadion Olimpii

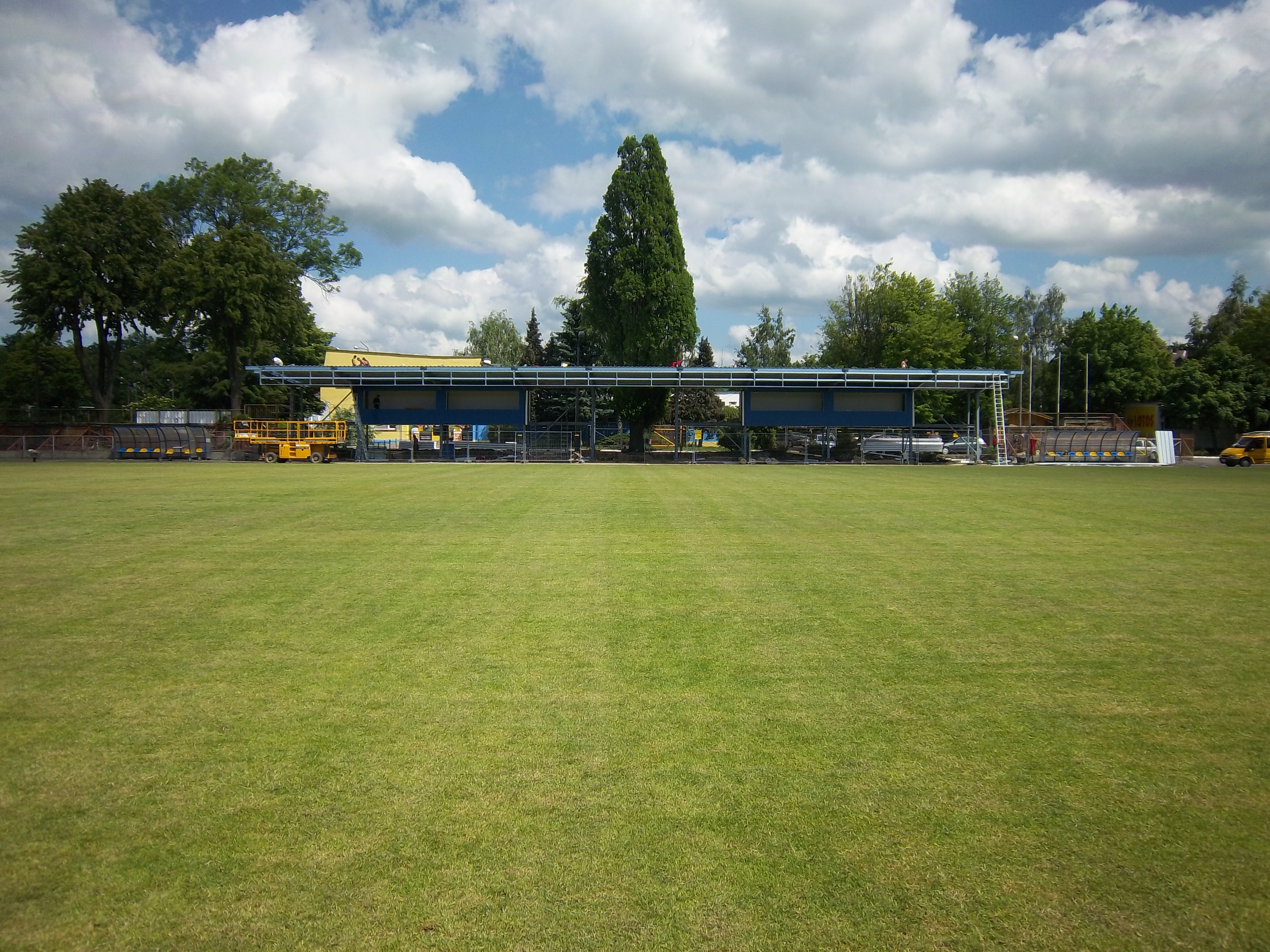
Trybuna kryta stadionu Olimpii Elbląg w trakcie budowy (6 czerwca 2011)

Olimpia od początku istnienia występuje na stadionie przy ulicy Agrykola 8, w Elblągu. Zaraz po wojnie w miejscu obecnego stadionu było poniemieckie boisko Jahn-Spielplatz, jednak nowi mieszkańcy miasta szybko przystosowali je do swoich potrzeb. W latach 50. XX wieku w miejscu tym powstał stadion, który służy piłkarzom Olimpii do dziś.
Obecnie dopuszczone jest wpuszczanie na stadion do 3000 widzów, mimo iż obiekt zaprojektowany został dla 7000 osób. Na początku II połowy 2011 roku zakończyła się budowa zadaszenia nad trybuną honorową oraz dostosowywanie obiektu pod kątem licencji I-ligowej. Najzagorzalsi sympatycy drużyny od wielu lat zajmują trybunę boczną, tzw. Łuk od strony ulicy Agrykola.
Pomimo wielu obietnic, władze miasta nie podjęły się zmodernizowania obecnego stadionu ani wybudowania nowego obiektu.

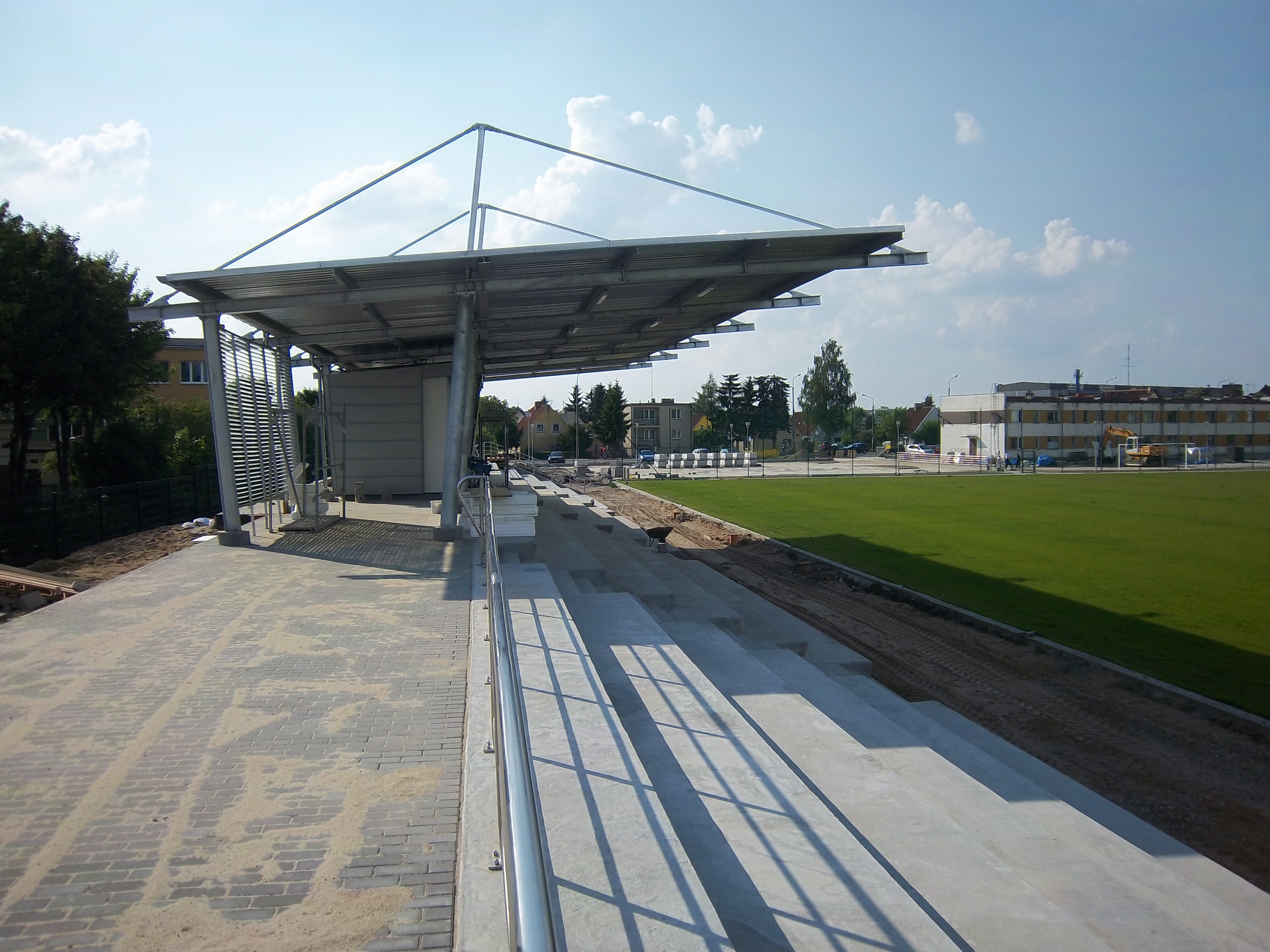
Budowa trybuny krytej przy boisku ośrodka treningowego (22 maja 2011)

### Ośrodek treningowy
Istniejący od lat 80. XX wieku ośrodek treningowy dla młodych adeptów piłkarstwa od prawie 30 lat służy piłkarzom Olimpii Elbląg. W 2010 roku rozpoczęła się przebudowa ośrodka, na którego terenie powstały dwa pełnowymiarowe boiska (w tym jedno ze sztuczną trawą), zadaszona trybuna oraz oświetlenie.

### Historyczne nazwy

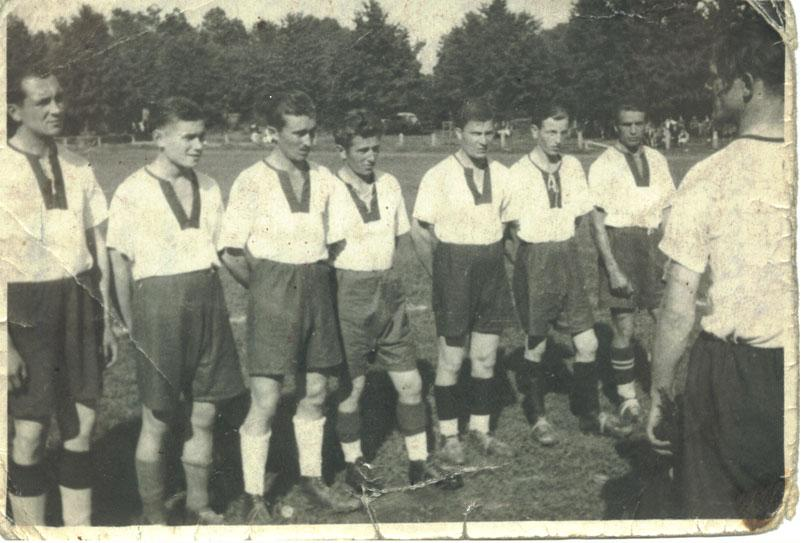
1946: Olimpia (Olympia) Elbląg na boisku przy Agrykola 8

## Historia klubu

### Historyczne nazwy[5]
Syrena (1945), Stocznia (1946), Olympia (1946), KS Tabory (1946), Ogniwo (1949), Stal (1949), Budowlani (1951), Kolejarz (1951), Spójnia (1954), Turbina (1955), Olimpia (1955), Sparta (1955), TKS Polonia (1956)
Olimpia Elbląg (1960–1992)
KS Polonia Elbląg (1992–2002)
KS Polonia Olimpia Elbląg (2002–2004)
Piłkarski KS Olimpia Elbląg (od 15 października 2004)
Klub Sportowy Olimpia Elbląg (do 28 czerwca 2013)
Związkowy Klub Sportowy Olimpia Elbląg (od 28 czerwca 2013)

### Herb klubu

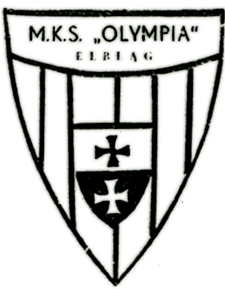
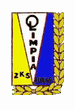
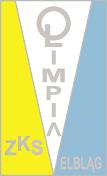

Herb Olimpii był kilkukrotnie zmieniany, jednak najdłużej w historii funkcjonował emblemat, który obecnie wyróżnia drużynę Olimpii. Podstawę herbu stanowi prostokąt, w trzech kolorach (barwy klubu – żółty, biały, niebieski). Kolory oddzielają ukośne linie w kolorze stalowym. W dolnej części herbu znajdują się napisy ZKS i Elbląg, natomiast przez cały herb (z góry na dół) przebiega napis Olimpia. Wszystkie napisy są w kolorze stalowym. Autorem herbu był najprawdopodobniej inżynier z elbląskich Zakładów Mechanicznych ZAMECH, które w czasach PRL patronowały działalności Olimpii.
Najwięcej zmian klubowy herb doświadczył w latach 90. XX wieku. Po bankructwie klubu w 1992 roku odtworzono klub pod nazwą Polonia, w celu uniknięcia konieczności spłaty zobowiązań poprzedniczki. Wtedy zaczęły się również manipulacje przy klubowym herbie. Kolejne zmiany nazw: Polonia-Olimpia, Olimpia-Polonia, pociągały za sobą konieczność zmiany herbu. Wskutek nacisków kibiców, w 2004 roku przywrócono klubowi nazwę oraz historyczny wzór herbu

### Osiągnięcia

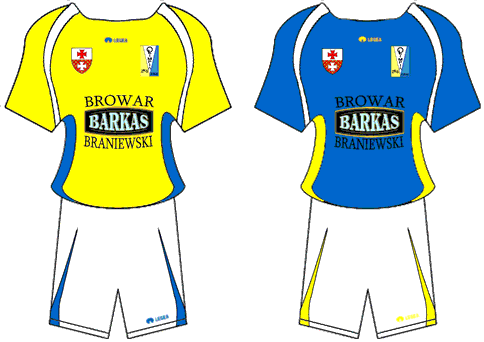
Stroje piłkarzy Olimpii Elbląg w sezonie 2006/2007

- Najwyższa klasa rozgrywkowa: I liga polska w piłce nożnej (dawna II liga) – 9 sezonów (najwyższe miejsce: 8.)

1976/77 – miejsce 14.
1981/82 – miejsce 12.
1982/83 – miejsce 9.
1983/84 – miejsce 16.
1985/86 – miejsce 12.
1986/87 – miejsce 8.
1987/88 – miejsce 15.
1991/92 – miejsce 16.
2011/12 – miejsce 18.
- Puchar Polski:

1976/1977 – 1/8 Pucharu Polski
9-krotnie – 1/16 Pucharu Polski
- Wojewódzki Puchar Polski:

OZPN Elbląg
5-krotnie (1984/85, 1989/90, 1990/91, 1992/93, 1995/96)
W-MZPN
4-krotnie (2001/02, 2002/03, 2006/07, 2008/09)
- Wicemistrz Polski Juniorów U-19
  - 1989  2. miejsce[6]

I trener  Lech Strembski
II trener  Bogusław Kołodziejski
Kierownik  Lech Rakoczy
Skład: Leszek Bieliński, Adam Brac, Robert Czurakowski, Sławmomir Erber, Marek Grudziński, Marek Kwiatkowski, Wojciech Łojek, Grzegorz Łukasik, Mariusz Malinowski, Andrzej Misarko (C), Dariusz Misarko, Andrzej Nowogrodzki, Jacek Ptak, Piotr Sieńczak, Jarosław Talik, Sławomir Topiłko, Mariusz Wroński, Marcin Zatówka.
- 2004 1/2 finału

### Historia

#### Lata 40. XX w.

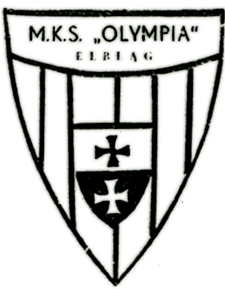
Pierwszy herb Olimpii (1946), wtedy Olympia

Zaraz po przejęciu Elbląga przez polską administrację pod koniec II wojny światowej, zaczęli do miasta przybywać nowi mieszkańcy i już w maju 1945 r., zaczęli tworzyć elbląską piłkę nożną. Drużyna piłkarska swój debiut miała w meczu z reprezentacją, stacjonującego wtedy w Elblągu, garnizonu rosyjskiego. Elblążanie przegrali wtedy z Rosjanami 2-3 (1-2). Brak innych rozrywek w zrujnowanym mieście sprawił, że Zarząd Miejski (organ sprawujący wtedy władzę w Elblągu) stworzył, w lipcu 1945 r., oficjalną drużynę pod nazwą MKS Syrena Elbląg, która miała aktywizować mieszkańców poprzez sport. W tym samym roku powstała także druga drużyna: Olimpia Elbląg. Brak środków finansowych sprawił, że elbląska Syrena przestała istnieć, a jej tradycje przejął zespół pod nazwą KS Stocznia Elbląg. Te dwie drużyny, zmieniające w przyszłości jeszcze kilkukrotnie nazwę, stanowią bezpośrednich protoplastów dzisiejszej Olimpii.

#### Lata 50. XX w.
Lata pięćdziesiąte przyniosły elbląskiej piłce nożnej wzrost liczby klubów, których istniało wtedy w mieście kilka. W związku z odpływem zawodników do innych klubów, nie udało się w Elblągu skompletować drużyny, która grałaby na krajowym szczeblu rozgrywek. Dlatego też, 23 grudnia 1959 r., połączono dwa najlepsze kluby (Turbinę i Polonię), tworząc jednocześnie zespół pod nazwą Olimpia.

#### Lata 60. XX w.

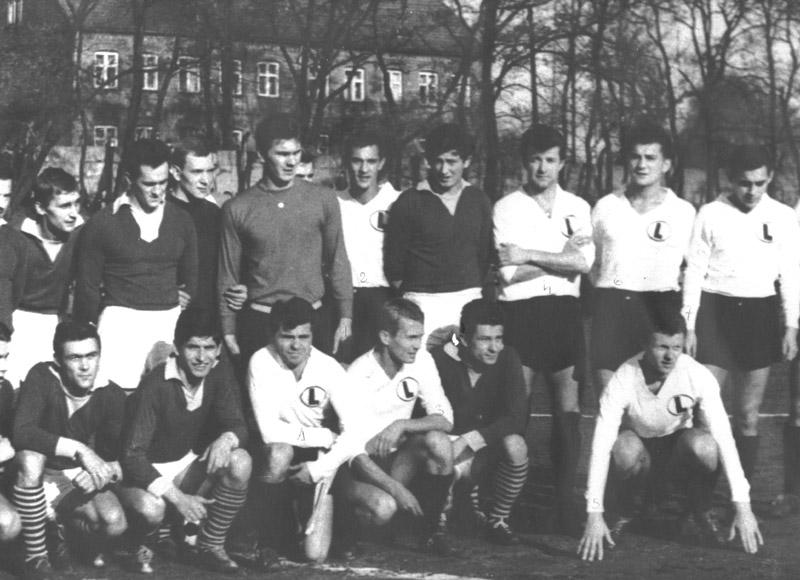
1966 Puchar Polski: Olimpia Elbląg – Legia Warszawa

Nowy klub pod nazwą Olimpia Elbląg rozpoczęła zmagania w A-klasie. Nazwa nowo powstałego klubu została wyłoniona w głosowaniu przeprowadzonym wśród załóg elbląskich firm. Wygrała oczywiście nazwa Olimpia, dystansując dwie pozostałe propozycje – Pogoń i Elblążanka. W związku z reorganizacją rozgrywek, w 1962 roku klub znalazł się w III lidze, w której to dotrwał do końca dekady. Połączenie mniejszych elbląskich klubów pozwoliło zebrać odpowiednio silną drużynę i w roku 1966 odnieść największy sukces lat 60. Olimpia dotarła do 1/16 Pucharu Polski, gdzie uległa renomowanej Legii Warszawa 0-2 (0-0). Jedną z bramek zdobył reprezentant Polski Lucjan Brychczy, a na boisku wystąpili inni znakomici zawodnicy, stanowiący ówczesną czołówkę polskiego futbolu, m.in. Władysław Grotyński, Bernard Blaut oraz Henryk Apostel. W tym samym roku, z okazji 20-lecia istnienia klubu (w rzeczywistości klub powstał rok wcześniej niż wtedy przypuszczano, mianowicie w 1945) zmodernizowano obiekt przy ulicy Agrikola, na którym przez cały okres istnienia występuje Olimpia.

#### Lata 70. XX w.

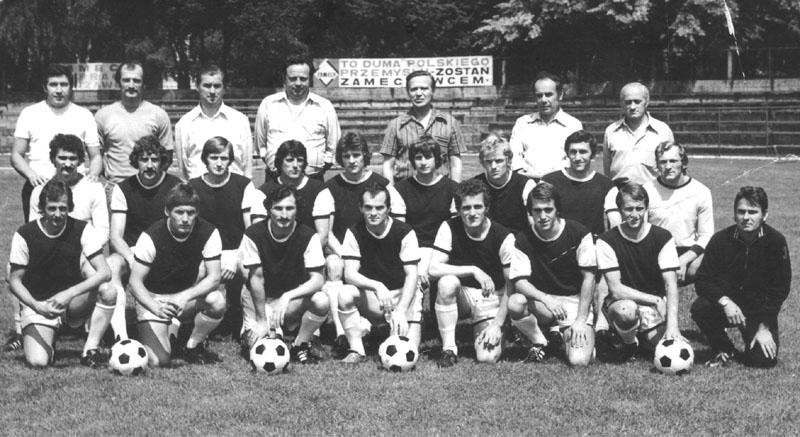
Olimpia Elbląg przed pierwszym sezonem na zapleczu Ekstraklasy (1976)

Początek lat 70. przyniósł w Elblągu oraz w całym kraju wzrost zainteresowania piłką nożną. Sukcesy w polskiej reprezentacji sprawiły wzrost popularności tej dyscypliny sportu wśród młodzieży. Napływ młodych zawodników do zespołu wzmocnił go na tyle, że już w roku 1974 pojawiła się przed Olimpią szansa awansu do II ligi. Elblążanie przegrali jednak baraże o występy w II lidze. Dwa lata później w roku 1976, pod wodzą późniejszego selekcjonera reprezentacji Wojciecha Łazarka, klub awansował do II ligi, gdzie grał tylko jeden sezon i spadł do III ligi, w której pozostał przez kolejne cztery sezony. W pierwszym sezonie występów na II-go ligowych boiskach udało się zawodnikom odnieść kolejny sukces. W meczu 1/16 Pucharu Polski elbląska Olimpia wygrała z I-ligowym ROW Rybnik 1-0 (po dogrywce). Tym samym klub odniósł największy sukces w tych rozgrywkach, awansując do 1/8 finału. Do dziś nie udało się elblążanom powtórzyć tego wyniku. W następnym spotkaniu PP los zetknął „Związkowych” z Wisłą Kraków. Znakomicie radząca sobie na I-ligowych boiskach Wisła, pokonała elbląskiego drugoligowca dopiero po dogrywce 1-0. Dopiero w sezonie 1979/80, udało się drużynie zajść w tych rozgrywkach wyżej niż ponad I rundę, a mianowicie zagrać w 1/16 finału. Okres lat 70. był preludium do kolejnej dekady. Olimpia odniosła pierwsze znaczące sukcesy, ale lata 80. miały okazać się jeszcze bardziej pomyślne dla klubu.

#### Lata 80. XX w.

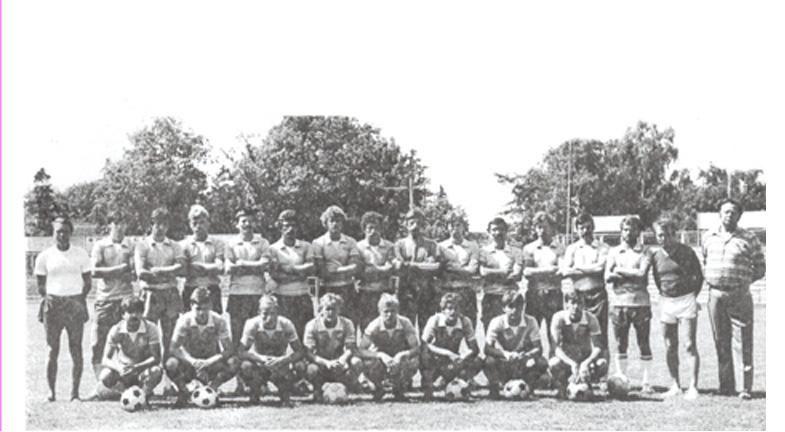
1985: Olimpia Elbląg przed kolejnym sezonem w II lidze

Lata 80. XX w. były czasami największych sukcesów elbląskiej jedenastki. Z ośmiu sezonów w historii, spędzonych w II lidze, na lata 80. przypada sześć. Dlatego też kibice klubu nazywają ten czas „Złotym okresem Olimpii”.
Sukcesy jakie osiągała w tamtym czasie drużyna, były pochodną dużego zaangażowania się w patronat (dziś powiedzielibyśmy sponsoring) największych elbląskich zakładów przemysłowych nad Olimpią. Pomocą służyły także władze miasta i województwa. Spowodowane było to z pewnością kryzysem politycznym jaki trwał wtedy w Polsce, a w szczególności na Wybrzeżu. Ówczesne władze starały się dostarczyć jak najwięcej rozrywki strajkującym robotnikom, co miało odciągnąć ich uwagę od problemów w kraju. Drużynie Olimpii nie udało się jednak zdyskontować nagłego „zainteresowania” decydentów i zagościć na stałe w gronie II-ligowców. Przez całe sześć sezonów drużyna zajmowała miejsca między środkiem a końcem ligowej tabeli. Epizody w III lidze, szybko kończyły się powrotem na zaplecze ekstraklasy.
Przemiany ustrojowe w Polsce, jakie dokonały się pod koniec dekady, pociągnęły za sobą również zmiany w gospodarce i polskie firmy nie były już w stanie wykładać na sport takich pieniędzy co wcześniej, co spowodowało niedofinansowanie klubów na przełomie dekad. Zaczął się więc ciężki okres dla Olimpii i wielu innych klubów w Polsce. W 1989 roku ukazał się w Wieczorze Wybrzeża artykuł pt. „Kiedy zbankrutuje Olimpia Elbląg?”.

#### Lata 90. XX w.

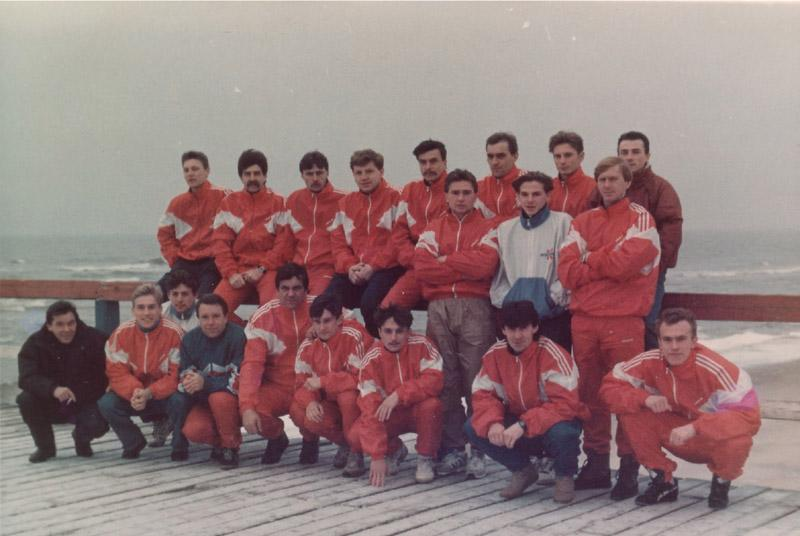
1991: Zgrupowanie w Rosji, w przerwie zimowej sezonu 1990/91

Początek dekady to zdobycie 3. miejsca w III lidze. W momencie zakończenia rozgrywek nie było nawet decyzji o tym, kto awansuje na zaplecze ekstraklasy. Po decyzji PZPN-u o dodatkowych barażach, Olimpia podjęła walkę o awans z warszawskim Ursusem. Po zwycięskim dla elblążan dwumeczu, w mieście świętowano ósmy już awans do II ligi. Gra w tej lidze gwarantowała więcej widzów na trybunach, a więc także większe wpływy z biletów. Ze względu na rosnącą w Polsce inflację, wydatki na utrzymanie drużyny przerastały możliwości finansowe klubu. Trudna sytuacja gospodarcza w kraju, zmusiła również elbląskie przedsiębiorstwa do szukania oszczędności, wskutek czego wycofały się z pomocy Olimpii.
W czasie sezonu 1991/92 klub zaczął mieć problemy z wypłatami pensji dla piłkarzy. Nieumotywowani piłkarze grali coraz słabiej, czego efektem był spadek do III ligi.
Drużyna osiągnęła dno organizacyjne. Krótko po spadku, zmieniono nazwę na Polonia próbując ratować się przed bankructwem.
Zła sytuacja finansowa klubu doprowadziła do jego upadku. Klub próbował podtrzymać piłkarskie tradycje w mieście, jednak kryzys jaki dotknął drużynę zepchnął ją do niższych klas rozgrywkowych, aż do IV ligi w roku 1998. Nowy wiek drużyna miała rozpocząć od tej właśnie klasy rozgrywek.

#### Początek XXI w.

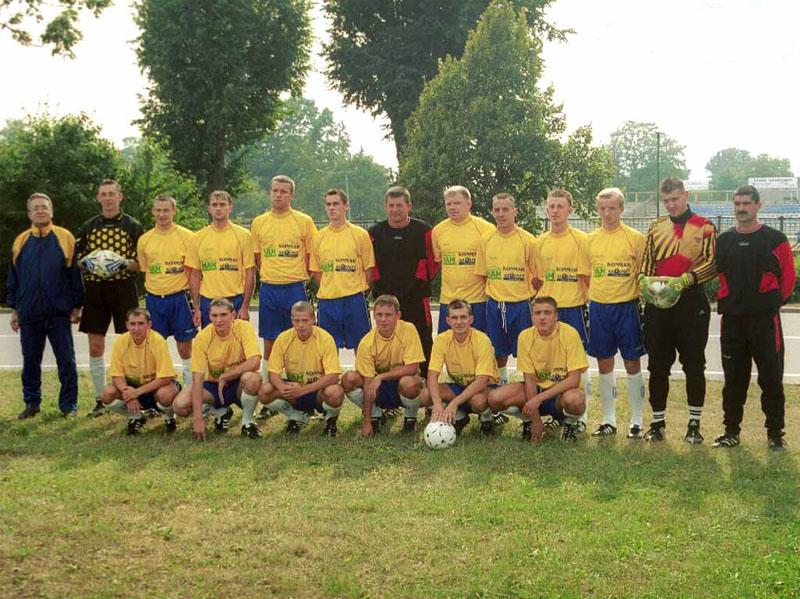
2002: III-ligowa Olimpia Elbląg pod wodzą trenera Adama Fedoruka

W 2002 roku klub awansował do III ligi. W tym okresie jego trenerem był wychowanek Olimpii Adam Fedoruk, którego asystentem był rozpoczynający karierę szkoleniowca Czesław Michniewicz. W III lidze klub utrzymał się do 2004 roku. Po spadku do niższej ligi, zarząd klubu podjął decyzję o zmianach personalnych i zatrudnieniu nowego szkoleniowca. Andrzej Bianga uporządkował drużynę i po dwóch latach, w 2006, wprowadził zespół z powrotem do III ligi. Słabe wyniki drużyny w rundzie jesiennej sezonu 2006/07 były powodem kolejnej zmiany trenera. Na miejsce Andrzeja Biangi zatrudniono Zbigniewa Kieżuna, trenera z I-ligowym stażem.
Klub ustabilizował swój budżet, w przerwie zimowej sezonu 2006/07 ściągnął nowych zawodników, aby wzmocnić drużynę, a sami piłkarze przeszli badania wydolnościowe na gdańskiej AWF. Zarząd zaplanował utworzenie II drużyny, która byłaby zapleczem dla zawodników z ławki rezerwowych, którą stanowili głównie młodzi gracze, potrzebujący stażu na boisku.
Na 1 lipca 2007 r. planowano połączenie III-ligowej PKS Olimpii Elbląg oraz V-ligowej ZKS Olimpii Elbląg w jeden klub, co miało doprowadzić do utworzenia II drużyny. Planów tych nie udało się jednak zrealizować.
Runda wiosenna sezonu 2006/07 okazał się gorsza od jesieni. Drużynie udało się co prawda zdobyć Wojewódzki Puchar Polski, jednak w drużynie pojawiły się konflikty. Po sezonie z drużyny odeszło kilku ważnych graczy. Zawiedzeni pracą szkoleniowca kibice, podczas wygranego finału WPP przeprowadzili protest, podczas którego zażądali zmiany szkoleniowca. Na początku sezonu 2007/08 trener Olimpii Zbigniew Kieżun wycofał drużynę z zawodów na szczeblu centralnym Pucharu Polski, co mogło skutkować nawet kilkuletnim zawieszeniem zespołu w tych rozgrywkach. Po kolejnych protestach kibiców oraz blamażu na początku sezonu ligowego, dotychczasowy szkoleniowiec podał się do dymisji.

#### Obecnie
Z dniem 16 sierpnia 2007 roku, nowym trenerem Olimpii został Tomasz Wichniarek, pracujący wcześniej jako trener juniorów Lecha Poznań. Szkoleniowiec miał przed sobą trudne zadanie poukładania drużyny po dwóch nieudanych meczach na starcie rozgrywek. Na półmetku sezonu, elblążanie zajmowali dopiero 12. miejsce w tabeli. Zgodnie z zapowiedziami działaczy, w przerwie zimowej zespół wzmocnili nowi zawodnicy, a celem drużyny na sezon nadal było zapewnienie sobie występów w nowej II lidze. Rundę wiosenną drużyna zakończyła ostatecznie na 11. miejscu co uniemożliwiło awans i sprawiło, że sezon 2008/09 zespół rozpoczął w nowej III lidze.
Przed kolejnymi rozgrywkami zespół został osłabiony odejściem kilku zawodników z podstawowego składu, którzy przeszli do lokalnego rywala Concordii Elbląg. Sztab trenerski ściągnął w ich miejsce graczy z innych drużyn oraz uzupełnił kadrę juniorami Olimpii. Drużyna w nowym składzie, na półmetku sezonu 2008/09 zajęła 1. miejsce w tabeli, nie odnotowując żadnej porażki w rundzie jesiennej. 30 kwietnia 2009 zespół awansował do nowej II ligi, pokonując na wyjeździe wicelidera tabeli Huragan Morąg. Awans na wyjeździe świętowało około 600 fanów z Elbląga. Niewiele ponad dwa tygodnie później Olimpia wywalczyła Wojewódzki Puchar Polski. Dzień przed tym meczem trener Wichniarek poinformował o nieprzystaniu na propozycję przedłużenia umowy, z powodów rodzinnych. Jego następcą został Tomasz Arteniuk.

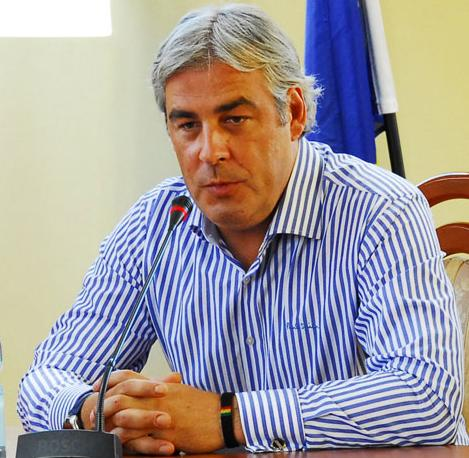
Tomasz Arteniuk – trener Olimpii Elbląg w latach 2009–2011

Nowy szkoleniowiec przejął drużynę praktycznie tuż przed startem rozgrywek, wskutek czego nie przepracował z nią pełnego okresu przygotowawczego, nie udało mu się też uzupełnić kadry zawodnikami, których mógłby dokładnie sprawdzić. Zespół przerwę zimową spędził na 13. miejscu w tabeli. W okresie przerwy w rozgrywkach w szatnię Olimpii opuściło wielu zawodników, którzy pamiętali nawet kilku wcześniejszych szkoleniowców. Arteniuk ściągnął na ich miejsce nowych piłkarzy i rozpoczął budowę swojej autorskiej drużyny. Na wiosnę Olimpia okazała się 2. najlepszą drużyną w lidze, a zespół utrzymał się w rozgrywkach. W międzyczasie doszło do zmian w zarządzie klubu. 29 kwietnia 2010 r. prezesem klubu został Łukasz Konończuk, elbląski przedsiębiorca i współtwórca Stowarzyszenia Kibiców Olimpii Elbląg.
Nowy zarząd wspólnie z trenerem rozpoczął zmiany w klubie: uporządkowano sprawy finansowe, wprowadzono nowy system szkolenia młodzieży, dokonano remontu klubowego budynku. W przerwie rozgrywek dokonanych kolejnych wzmocnień personalnych w składzie I drużyny, od podstaw utworzono także zespół rezerw, który w poprzednim sezonie występował w A-klasie. Po ligowej jesieni Olimpia znalazła się na 5. miejscu w tabeli, ze stratą 3 punktów do lidera. Na konferencji prasowej po ostatnim meczu prezes Konończuk i trener Arteniuk zapowiedzieli walkę o awans do I ligi. 21 grudnia 2010 do sztabu szkoleniowego dołączył najlepszy wychowanek klubu Adam Fedoruk – po odejściu z Cracovii, w której był asystentem Rafał Ulatowskiego, objął w Olimpii funkcję trenera-koordynatora grup młodzieżowych.

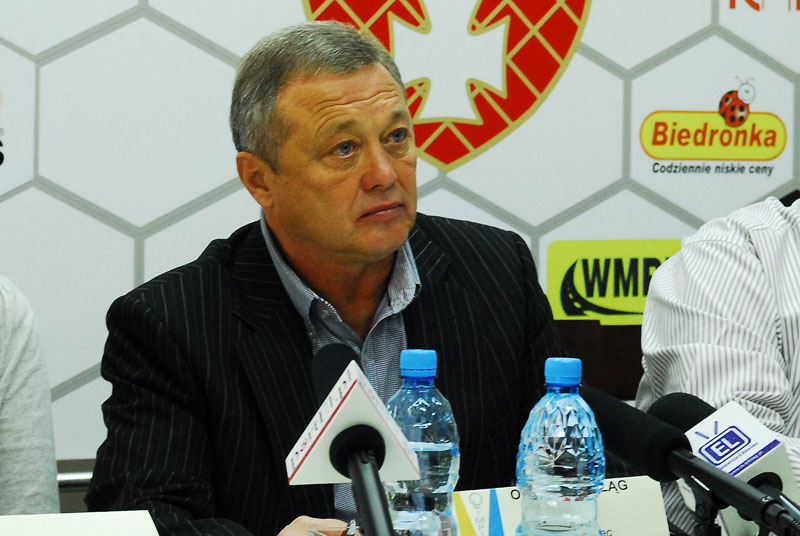
Anatolij Piskoweć – trener Olimpii Elbląg w latach 2011–2012

4 kwietnia 2011 rozwiązano umowę z trenerem Arteniukiem. Zarzucono mu łamanie przepisów klubowych i PZPN oraz brak właściwej współpracy z władzami klubu. 5 kwietnia 2011 jego miejsce zajął Jarosław Araszkiewicz. Nowy szkoleniowiec przejął zespół w chwili gdy znajdował się on na 2. miejscu w tabeli. Na koniec sezonu Olimpia okazała się jednak najlepszą drużyną z grupy wschodniej II ligi i z 1. miejsca awansowała o klasę wyżej. Chwilę po zakończeniu ostatniego meczu sezonu trener Araszkiewicz ogłosił, że odchodzi z klubu.
Kilka dni przed rozpoczęciem przygotowań do sezonu 2011/12, zarząd klubu wybrał na nowego trenera Grzegorza Wesołowskiego. Jednocześnie rozpoczęto przebudowę drużyny pod kątem walki w I lidze. Wesołowski w 15 kolejkach zdobył tylko 8 punktów, dlatego zarząd klubu zdecydował się rozwiązać z nim kontrakt.
W dniu 28 czerwca 2013 roku doszło do fuzji KS Olimpii Elbląg i Olimpii 2004 Elbląg, w wyniku czego powstał nowy klub ZKS Olimpia Elbląg.

### Poszczególne sezony
| Sezon     | Rozgrywki ligowe | Rozgrywki ligowe                           | Rozgrywki ligowe | Puchar Polski (rozgrywki centralne) |
| Sezon     | Liga             | Liga                                       | Miejsce          | Puchar Polski (rozgrywki centralne) |
| --------- | ---------------- | ------------------------------------------ | ---------------- | ----------------------------------- |
| 1967/1968 | III              | III liga (gr. IV)                          | 6/16             |                                     |
| 1968/1969 | III              | III liga (gr. IV)                          | 7/16             |                                     |
| 1969/1970 | III              | III liga (gr. IV)                          | 10/16            |                                     |
| 1970/1971 | III              | III liga (gr. IV)                          | 9/16             |                                     |
| 1971/1972 | III              | III liga (gr. IV)                          | 10/16            |                                     |
| 1972/1973 | III              | III liga (gr. IV)                          | 13/16            |                                     |
| 1973/1974 | III              | Liga okręgowa                              | [ a ]            |                                     |
| 1974/1975 | III              | Liga okręgowa                              |                  |                                     |
| 1975/1976 | III              | Liga okręgowa                              | [ b ]            |                                     |
| 1976/1977 | II               | II liga (gr. północna)                     | 14/16            | 1/8 finału                          |
| 1977/1978 | III              | III liga (gr. I)                           | 4/14             | I runda                             |
| 1978/1979 | III              | III liga (gr. I)                           | 4/14             | I runda                             |
| 1979/1980 | III              | III liga (gr. I)                           | 6/15             | 1/16 finału                         |
| 1980/1981 | III              | III liga (gr. II)                          | 1/14             | II runda                            |
| 1981/1982 | II               | II liga (gr. wschodnia)                    | 12/16            | IV runda                            |
| 1982/1983 | II               | II liga (gr. zachodnia)                    | 9/16             | III runda                           |
| 1983/1984 | II               | II liga (gr. zachodnia)                    | 16/16            | III runda                           |
| 1984/1985 | III              | III liga (gr. III)                         | 1/14             | III runda                           |
| 1985/1986 | II               | II liga (gr. wschodnia)                    | 12/16            | III runda                           |
| 1986/1987 | II               | II liga (gr. wschodnia)                    | 8/16             | 1/16 finału                         |
| 1987/1988 | II               | II liga (gr. wschodnia)                    | 15/16            | II runda                            |
| 1988/1989 | III              | III liga (gr. III)                         | 2/13             | 1/16 finału                         |
| 1989/1990 | III              | III liga (gr. I)                           | 15/20            | –                                   |
| 1990/1991 | III              | III liga (gr. VII)                         | 3/16             | I runda                             |
| 1991/1992 | II               | II liga (gr. wschodnia)                    | 16/18            | I runda                             |
| 1992/1993 | III              | III liga (gr. VI)                          | 6/16             | II runda                            |
| 1993/1994 | III              | III liga (gr. VI)                          | 10/16            | II runda                            |
| 1994/1995 | III              | III liga (gr. VI)                          | 5/18             | –                                   |
| 1995/1996 | III              | III liga (gr. VII)                         | 7/18             | –                                   |
| 1996/1997 | III              | III liga (gr. VI)                          | [ c ]            | I runda                             |
| 1997/1998 | IV               | IV liga (gr. Elbląg)                       | 2/16             | –                                   |
| 1998/1999 | IV               | IV liga (gr. Bydgoszcz, Elbląg, Toruń)     | 7/16             | –                                   |
| 1999/2000 | IV               | IV liga (gr. Bydgoszcz, Elbląg, Toruń)     | 4/16             | –                                   |
| 2000/2001 | IV               | IV liga (gr. warmińsko-mazurska)           | 6/18             | –                                   |
| 2001/2002 | IV               | IV liga (gr. warmińsko-mazurska)           | 1/17             | 1/16 finału                         |
| 2002/2003 | III              | III liga (gr. I)                           | 13/16            | 1/16 finału                         |
| 2003/2004 | III              | III liga (gr. I)                           | 15/16            | I runda                             |
| 2004/2005 | IV               | IV liga (gr. warmińsko-mazurska)           | 2/18             | –                                   |
| 2005/2006 | IV               | IV liga (gr. warmińsko-mazurska)           | 1/18             | –                                   |
| 2006/2007 | III              | III liga (gr. I)                           | 10/16            | –                                   |
| 2007/2008 | III              | III liga (gr. I)                           | 11/16            | –                                   |
| 2008/2009 | IV               | III liga (gr. podlasko-warmińsko-mazurska) | 1/16             | –                                   |
| 2009/2010 | III              | II liga (gr. wschodnia)                    | 11/18            | Runda przedwstępna                  |
| 2010/2011 | III              | II liga (gr. wschodnia)                    | 1/18             | I runda                             |
| 2011/2012 | II               | I liga                                     | 18/18            | 1/16 finału                         |
| 2012/2013 | III              | II liga (gr. wschodnia)                    | 7/18             | 1/16 finału                         |
| 2013/2014 | III              | II liga (gr. wschodnia)                    | 9/18             | Runda przedwstępna                  |
| 2014/2015 | IV               | III liga (gr. podlasko-warmińsko-mazurska) | 2/18             | Runda wstępna                       |
| 2015/2016 | IV               | III liga (gr. podlasko-warmińsko-mazurska) | 1/18             | –                                   |
| 2016/2017 | III              | II liga                                    | 5/18             | –                                   |
| 2017/2018 | III              | II liga                                    | 6/18             | –                                   |
| 2018/2019 | III              | II liga                                    | 13/18            | –                                   |
| 2019/2020 | III              | II liga                                    | 8/18             | 1/16 finału                         |
| 2020/2021 | III              | II liga                                    | 16/19            | 1/32 finału                         |
| 2021/2022 | III              | II liga                                    | 9/18             | Runda wstępna                       |
| 2022/2023 | III              | II liga                                    | 9/18             | 1/16 finału                         |
| 2023/2024 | III              | II liga                                    | 13/18            | Runda wstępna                       |
| 2024/2025 | III              | II liga                                    | 18/18            | Runda wstępna                       |
| 2025/2026 | IV               | III liga (gr. I)                           | /18              | Runda wstępna                       |

## Kadra w sezonie 2023/2024
- Trener  Sebastian Letniowski
- Stan na 9 sierpnia 2023[33]

| Nr | Poz. | Piłkarz             |
| -- | ---- | ------------------- |
| 1  | BR   | Andrzej Witan       |
|    | BR   | Łukasz Łęgowski     |
|    | OB   | Kacper Filipczyk    |
|    | OB   | Patryk Jakubczyk    |
|    | OB   | Filip Kasprzykowski |
|    | OB   | Kacper Łaszak       |
|    | OB   | Artur Łąpieś        |
|    | OB   | Bartłomiej Mruk     |
|    | OB   | Łukasz Sarnowski    |
|    | OB   | Marcel Stefaniak    |
|    | OB   | Dawid Wierzba       |
|    | PO   | Kamil Bartoś        |
|    | PO   | Marcin Czernis      |
|    | PO   | Maciej Famulak      |
|    | PO   | Kacper Jóźwicki     |
|    | PO   | Michał Kuczałek     |
|    | PO   | Konrad Łabecki      |

| Nr | Poz. | Piłkarz             |
| -- | ---- | ------------------- |
|    | PO   | Bartosz Danowski    |
|    | PO   | Michał Czernis      |
|    | PO   | Maciej Famulak      |
|    | PO   | Kacper Jóźwicki     |
|    | PO   | Michał Kuczałek     |
|    | PO   | Konrad Łabecki      |
|    | PO   | Jakub Sangowski     |
|    | PO   | Jan Sienkiewicz     |
|    | PO   | Maciej Spychała     |
|    | PO   | Kacper Szczudliński |
|    | PO   | Filip Sznajder      |
|    | PO   | Maciej Tobojka      |
|    | NA   | Dawid Danilczyk     |
|    | NA   | Mariusz Gabrych     |
|    | NA   | Ołeksandr Jacenko   |
|    | Na   | Dominik Kozera      |
|    | NA   | Adam Żak            |

### Byli zawodnicy
W elbląskiej Olimpii występowali: Filip Burkhardt, Łukasz Derbich, Eduardo da Conceição Maciel, Antoni Fijarczyk, Jāns Intenbergs (były reprezentant Łotwy), Bartosz Iwan, Daniel Koczon, Bogusław Lizak, Witalij Ledieniow, Lubomir Lubenow, Mariusz Muszalik, Krzysztof Pilarz, Piotr Rajkiewicz, Maciej Scherfchen, Krzysztof Sobieraj, Sławomir Suchomski, Sławomir Szary, Jarosław Talik, Sylwester Wyłupski, Piotr Zajączkowski.

## Olimpia II Elbląg
Drużyna występuje obecnie w rozgrywkach IV ligi, w grupie warmińsko-mazurskiej.
Aktualizacja: 26 lutego 2019:
Sztab szkoleniowy:
Trener  Szymon Waga
Skład: Dawid Kapłon, Adrian Prociw, Marcin Kuczyński, Oskar Bradtke, Mariusz Bucio, Sebastian Milanowski, Sebstian Kulesz, Piotr Zalewski, Norbert Nesterowicz, Kacper Ziewiec, Dawid Wierzba, Damian Komorowski, Dawid Mazurek, Dawid Olewnik, Klaudiusz Krasa, Oskar Kordykiewicz, Patryk Wieliczko.

## Drużyny młodzieżowe

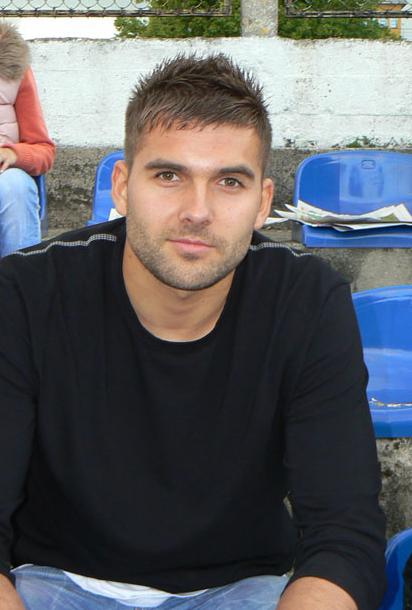
Bartosz Białkowski – wychowanek Olimpii Elbląg

Olimpia posiada 12 drużyn młodzieżowych, w różnych grupach wiekowych. Młodzi adepci piłkarstwa oprócz treningów, biorą udział w regionalnych rozgrywkach juniorskich oraz turniejach. Największym sukcesem młodzieżowców Olimpii było wicemistrzostwo Polski juniorów, wywalczone w 1989 roku (trener Lech Strembski). Najlepsi zawodnicy z najstarszych roczników po zakończeniu szkolenia włączani są do składu I drużyny lub dostają szansę ogrania się w drużynie rezerw.
Aktualizacja: 25 lutego 2019

| Roczniki                         |                                      |
| -------------------------------- | ------------------------------------ |
| Trener koordynator               | Karol Przybyła                       |
| Rocznik 2002 (junior młodszy I)  | Karol Przybyła, Kamil Syroka         |
| Rocznik 2003 (junior młodszy II) | Włodzimierz Obrębski                 |
| Rocznik 2004-2005                | Bohdan Konarzewski, Rafał Starzyński |
| Rocznik 2006                     | Sebastian Cierlicki                  |
| Rocznik 2007                     | Adam Albertowicz                     |
| Rocznik 2008                     | Michał Ratajczyk, Fabian Uścinowicz  |
| Rocznik 2009                     | Tomasz Gapski, Maciej Rogowski       |
| Grupa naborowa 2009-2007         | Adam Albertowicz                     |
| Rocznik 2010                     | Tomasz Sambor, Damian Ziemiańczyk    |
| Rocznik 2011                     | Natalia Ostrowska, Konrad Wasilewski |
| Rocznik 2012                     | Natalia Ostrowska, Tomasz Wiercioch  |
| Rocznik 2013                     | Natalia Ostrowska, Michał Ressel     |

Najbardziej znanymi wychowankami Olimpii są Adam Fedoruk (były reprezentant Polski, uczestnik Ligi Mistrzów z Legią Warszawa), Bartosz Białkowski (reprezentant Polski, zawodnik angielskiego Ipswich Town F.C.), Marek Kwiatkowski oraz Maciej Bykowski (były napastnik m.in. Panathinaikosu).

## Trenerzy, którzy prowadzili Olimpię Elbląg
Wymieniono trenerów prowadzących drużynę od roku 1960, po zakończeniu procesu fuzji różnych elbląskich klubów, które stworzyły zespół Olimpii Elbląg.
| |
| Aleksander Grudziński (1959 – 1961) Mieczysław Lorenc (1962) Witold Kamieński (1962–1963) Edward Kołpa (1963–1965) Witold Kamieński (1966) Stefan Wesołowski (1967–1970) Bogumił Gozdur (1970–1972) Jerzy Wrzos (1973) Franciszek Rogowski (1974) Andrzej Cehelik (23 VII 1974 – 1975) Zdzisław Rogowski (1975) Wojciech Łazarek (I 1976 – 1977) Eugeniusz Różański (1977–1978) Jan Kowalski (1978–1979) Eugeniusz Samolczyk (1979–1980) Jerzy Słaboszowski (1980) Józef Bujko (1980–1981) Stanisław Stachura (1981–1983) Marian Geszke (1984) Józef Bujko (1984–1987) Lech Strembski (1987) Eugeniusz Różański (1988) Józef Bujko (1989–1990) Stanisław Fijarczyk (1990–1994) Lech Strembski (1994–1996) Sebastian Klimek (1996) Bogusław Kołodziejski (1997–2000) Stanisław Fijarczyk (2000–2002) Adam Fedoruk (2002–2003) Andrzej Bianga (2003 – 31 XII 2006) Zbigniew Kieżun (1 I 2007 – 16 VIII 2007) Tomasz Wichniarek (16 VIII 2007 – 30 VI 2009) Tomasz Arteniuk (9 VII 2009 – 4 IV 2011) Jarosław Araszkiewicz (5 IV 2011 – 12 VI 2011) Grzegorz Wesołowski (22 VI 2011 – 17 X 2011) Anatolij Piskoweć (18 X 2011 – 17 I 2012) Oleg Raduszko (17 I 2012 – 02 XII 2013) Adam Boros (02 XII 2013 – 24.IX.2018) Adam Nocoń (27 IX 2018 – 16 VI 2020) Jacek Trzeciak (2 XI 2020 – 16 VI 2021) Tomasz Grzegorczyk (25 VI 2021 – 3 VI 2022) Przemysław Gomułka (1 VII 2022 - 6 IV 2024) Sebastian Letniowski (10 IV 2024 - 28 IX 2024) Karol Przybyła (od 28 IX 2024) |

## Kibice
Zespół Olimpii Elbląg ma wielu kibiców, którzy od lat wspierają drużynę na elbląskim stadionie i podczas spotkań wyjazdowych. Na obiekcie przy ul. Agrykola w Elblągu, frekwencja jest daleka od tej jaka zdarzała się w przeszłości (10 tysięcy widzów podczas spotkania 1/16 Pucharu Polski na jesieni 1976 r. czy też około 12 tysięcy ludzi kiedy Olimpia grała w II lidze w połowie lat 70.), jednak wciąż spotkania Olimpii cieszą się największą popularnością wśród fanów piłki nożnej w Elblągu. Obecnie kibice z Elbląga tworzą zorganizowaną grupę, która własnymi siłami i środkami finansowymi, pochodzącymi ze zbiórek wśród kibiców, organizuje doping i oprawę meczu. Organizacją zrzeszającą kibiców Olimpii jest Stowarzyszenie Kibiców Olimpii Elbląg „776 p.n.e.”, które współpracuje z Ogólnopolskim Związkiem Stowarzyszeń Kibiców. Stanowisko kibiców wobec wydarzeń w klubie oraz działania sympatyków Olimpii prezentuje tworzona przez kibiców od 1 marca 2005 strona internetowa e-Olimpia.com. O odpowiednią oprawę meczów Olimpii dbała grupa Ultras SMG’o6. Od 2016 jej miejsce zajęła EZF '16.
Kibice Olimpii przyjaźnią się z fanami Legii Warszawa i Zagłębia Sosnowiec.